# Chiloglottis turfosa
Chiloglottis turfosa är en orkidéart som beskrevs av David Lloyd Jones. Chiloglottis turfosa ingår i släktet Chiloglottis och familjen orkidéer. Inga underarter finns listade i Catalogue of Life.